# Reason Dawa
Reason Dawa (26 marzo 1963) è un ex giocatore di calcio a 5 zimbabwese.

## Carriera
Con la nazionale maschile di calcio a 5 dello Zimbabwe ha disputato il FIFA Futsal World Championship 1989 in cui la selezione africana è stata eliminata al primo turno, dopo aver affrontato Stati Uniti, Italia e Australia.